# 유장 (제음도왕)
제음도왕 유장(濟陰悼王 劉長, ? ~ 84년)은 후한의 황족으로, 명제의 아들이다.

## 생애
영평 15년(72년), 제음왕에 봉해졌다.
건초 4년(79년), 동군의 이호(離狐)·진류의 장원(長垣) 두 현을 받았다.
원화 원년(84년)에 죽으니 시호를 도라 하였고, 아들이 없어 봉국은 폐지되었다.

## 출전
- 범엽, 《후한서》 권2 현종효명제기·권3 숙종효장제기·권50 효명팔왕열전

| 전임 (첫 봉건) | 후한의 제음왕 72년 ~ 84년 | 후임 (40년 후) 유보 |